# Yoga - en vej til lykke
Yoga - en vej til lykke er en dokumentarfilm fra 1975 instrueret af Hagen Hasselbalch efter manuskript af samme.

## Handling
De fleste vesterlændige tror, at yoga er en slags gymnastik. Det er det også. Men yoga er mere end et system af øvelser til gavn for den legemlige sundhed. Det er i nok så høj grad et system til udvikling af sjælelig sundhed. Gennem besøg hos en række af yogaens store læremestre, guruerne, i yoga-centre, ashramaer, og samtaler med deres disciple, sadhakas, belyser filmen yoagaens fire grundformer: Karma, Bhakti, Raja og Jnana. Der er optaget scener til filmen i Indien, Spanien, Schweiz, Sverige, Nepal og Danmark. Det meste af filmen har dog fokus på Swami Narayananandas ashram midt i Jylland, på Gyllingnæs.